# (72060) Hohhot
(72060) Hohhot ist ein Asteroid des inneren Hauptgürtels. Er wurde am 23. Dezember 2000 vom kanadischen Astronomen Hongkonger Herkunft William Kwong Yu Yeung am Desert Beaver Observatorium in der Nähe von Eloy, Arizona (IAU-Code 919) entdeckt. Unbestätigte Sichtungen des Asteroiden hatte es vorher am 22. und 24. Mai 1998 (1998 KB31) an der Lincoln Laboratory Experimental Test Site (ETS) in Socorro, New Mexico sowie am 8. und 9. August 1999 (1999 PF1) am Prescott-Observatorium in der Nähe von Prescott, Arizona gegeben.
Der Asteroid gehört zur Nysa-Gruppe, einer nach (44) Nysa benannten Gruppe von Asteroiden (auch Hertha-Familie genannt, nach (135) Hertha). Die zeitlosen (nichtoskulierenden) Bahnelemente von (72060) Hohhot sind fast identisch mit denjenigen des größeren, wenn man von der absoluten Helligkeit von 14,7 gegenüber 15,2 ausgeht, Asteroiden (21823) 1999 TX72.
(72060) Hohhot wurde am 30. Juli 2007 nach Hohhot benannt, der Hauptstadt der Autonomen Region Innere Mongolei in der Volksrepublik China.